# Bulbophyllum xanthophaeum
Bulbophyllum xanthophaeum là một loài phong lan thuộc chi Bulbophyllum.